# Сен-Бартелеми-д’Анжу
Сен-Бартелеми-д’Анжу (фр. Saint-Barthélemy-d'Anjou) — коммуна на западе Франции, регион Пеи-де-ла-Луар, департамент Мен и Луара, округ Анже, кантон Анже-6. Пригород Анже, примыкает к нему с юго-востока. Через территорию коммуны проходит автомагистраль А87.
Население (2020) — 9 207 человек.

## История
Сен-Бартелеми-д’Анжу был основан в XI веке. В 1009 году граф Анжуйский Жоффруа II Мартел пожертвовал капитулу Сен-Ло земли к юго-востоку от Анже. До XII века эта территория была лесом, который простирался от Луары до Луара и Сарты. В следующем столетии была построена самая старая обитель Святого Варфоломея, получившая название «Пиньоньер». Строительство церкви восходит примерно к 1178 году; это церковь в романском стиле с уникальным нефом. В XII веке между аббатством Фонтевро и капитулом Сен-Ло было заключено соглашение, по которому последний сохранил за собой десятину Пиньоньера.
В XIII веке религиозные учреждения приобрели здесь землю для выращивания винограда. В последующие века здесь также построили свои особняки знатные жители Анже. Когда лес постепенно был расчищен, его место преимущественно заняли  виноградные лозы: «эта новая земля, дарованная по очень низкой цене, была признана очень пригодной для производства превосходных белых вин».  В 1776 году был построен шато Пиньероль по заказу Марселя Авриля де Пиньероля, директора королевской Академии верховой езды в Анже.
К XVIII веку ситуация меняется: земля истощается, урожайность падает, вино производится меньше и более низкого качества. В 1709 году суровая холодная зима уничтожила пшеницу, виноградники, деревья, домашний скот, десятки человек погибло.
После Революции на территории коммуны увеличилось количество домов, население было бедным. Жители были в основном заняты на разработке сланцевых месторождений, находившихся в южной части коммуны. Во второй половине XIX века в Сен-Бартелеми переселилось много бретонцев, приехавших работать на сланцевые выработки в Сен-Бартелеми и соседнем Трелазе, существенно увеличив население коммуны. Виноградники по-прежнему занимали значительную часть территории коммуны. Бурное распространение филлоксеры в 1876 году стало губительным для Сен-Бартелеми. Лучшие виноградные лозы были уничтожены насекомым-вредителем и репутация вин Сен-Бартелеми была восстановлена только через несколько лет. 
Электричество пришло в Сен-Бартелеми в 1923 году. После Второй мировой войны начато активное жилищное строительство. С 1960-х годов на бывших сельскохозяйственных угодьях развивается промышленная зона агломерации Анже. Ее площадь достигнет 400 гектаров. 

## Достопримечательности
- Шато и парк Пиньероль XVIII века
- Шато Ла-Романери XVII-XVIII веков
- Усадьба Ла-Ранлу XVI-XVIII веков
- Церковь Святого Варфоломея 1838 года

## Экономика
Структура занятости населения:
- сельское хозяйство — 2,2 %
- промышленность — 16,7 %
- строительство — 7,9 %
- торговля, транспорт и сфера услуг — 53,5 %
- государственные и муниципальные службы — 19,8 %

Уровень безработицы (2019) — 12,5 % (Франция в целом — 12,9 %, департамент Мен и Луара— 11,9 %). 

Среднегодовой доход на 1 человека, евро (2020) — 22 820 (Франция в целом — 22 400, департамент Мен и Луара — 21 790).

## Демография
Динамика численности населения, чел.

## Администрация
Пост мэра Сен-Бартелеми-д’Анжу с 2014 года занимает Доминик Брежеон (Dominique Bréjeon). На муниципальных выборах 2020 года возглавляемый им независимый список победил в 1-м туре, получив 55,16 % голосов.
| Период | Период | Фамилия             | Партия                  | Примечания                            |
| ------ | ------ | ------------------- | ----------------------- | ------------------------------------- |
| 1965   | 2001   | Жан Жиль            | Разные правые           |                                       |
| 2001   | 2006   | Жерар Пиле          | Социалистическая партия | член Генерального совета департамента |
| 2006   | 2014   | Жан-Франсуа Жаннето | Разные правые           | учитель                               |
| 2014   |        | Доминик Брежеон     |                         | учитель                               |

## Галерея

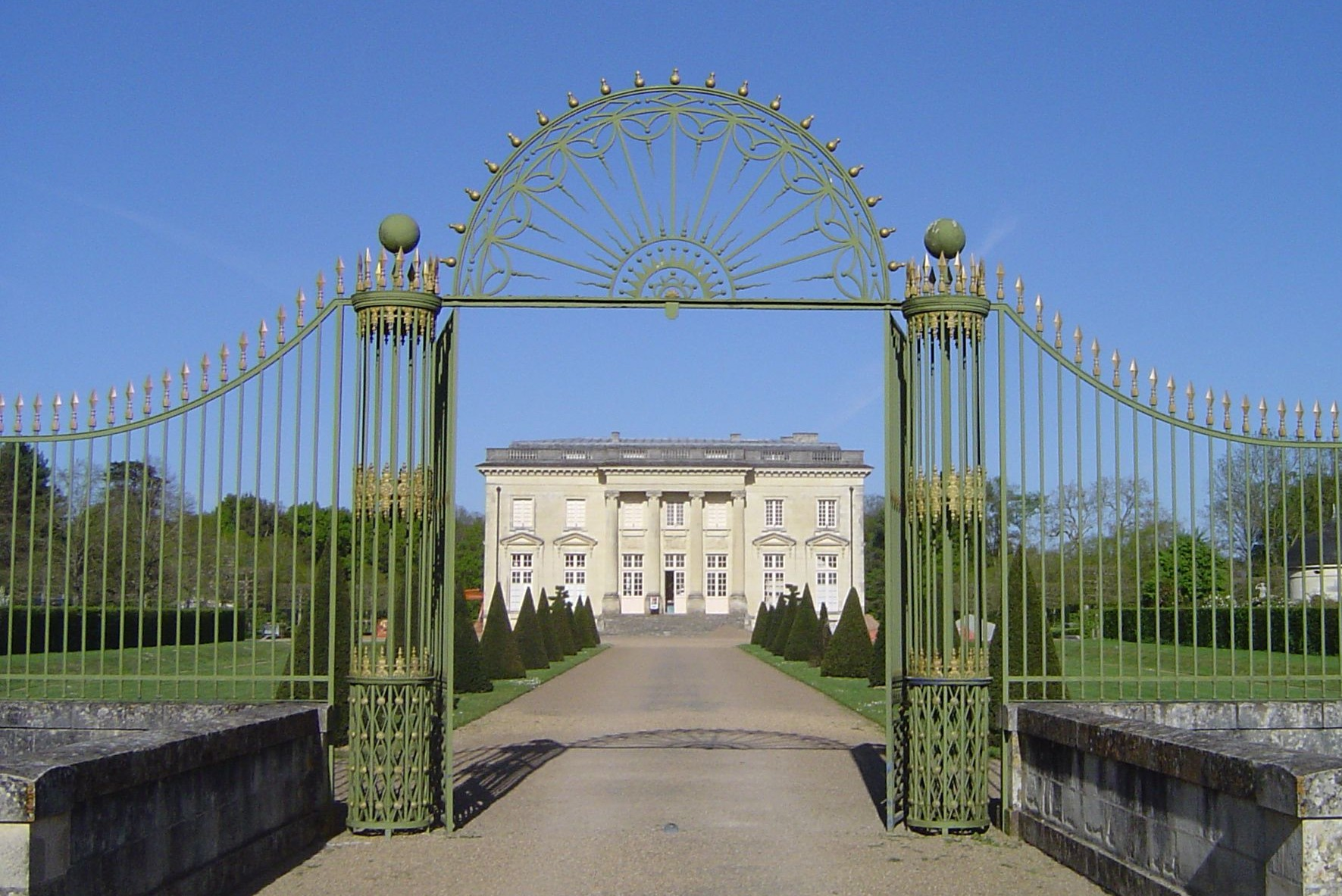
Шато Пиньероль
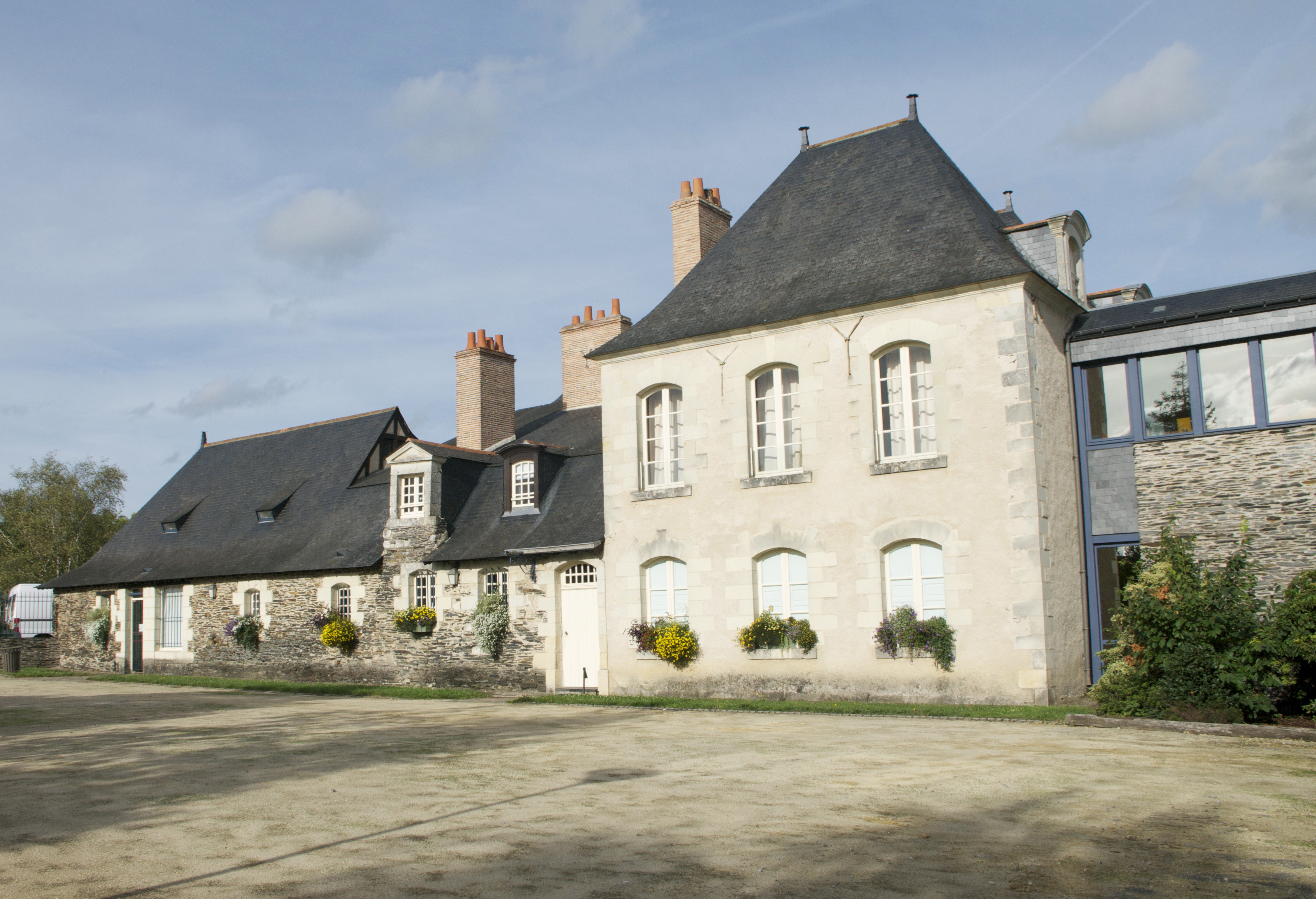
Усадьба Ла-Ранлу
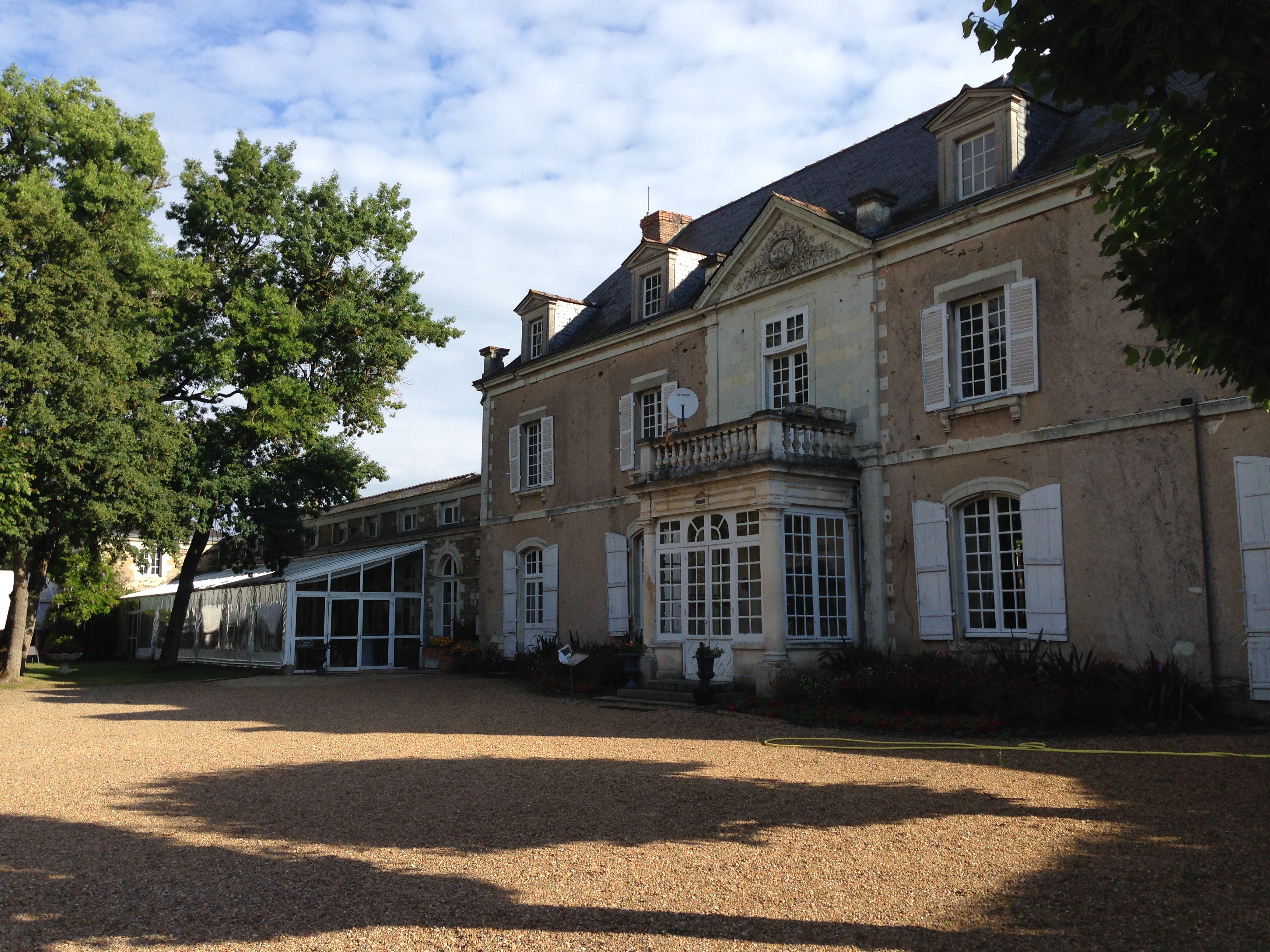
Шато Ла-Романери
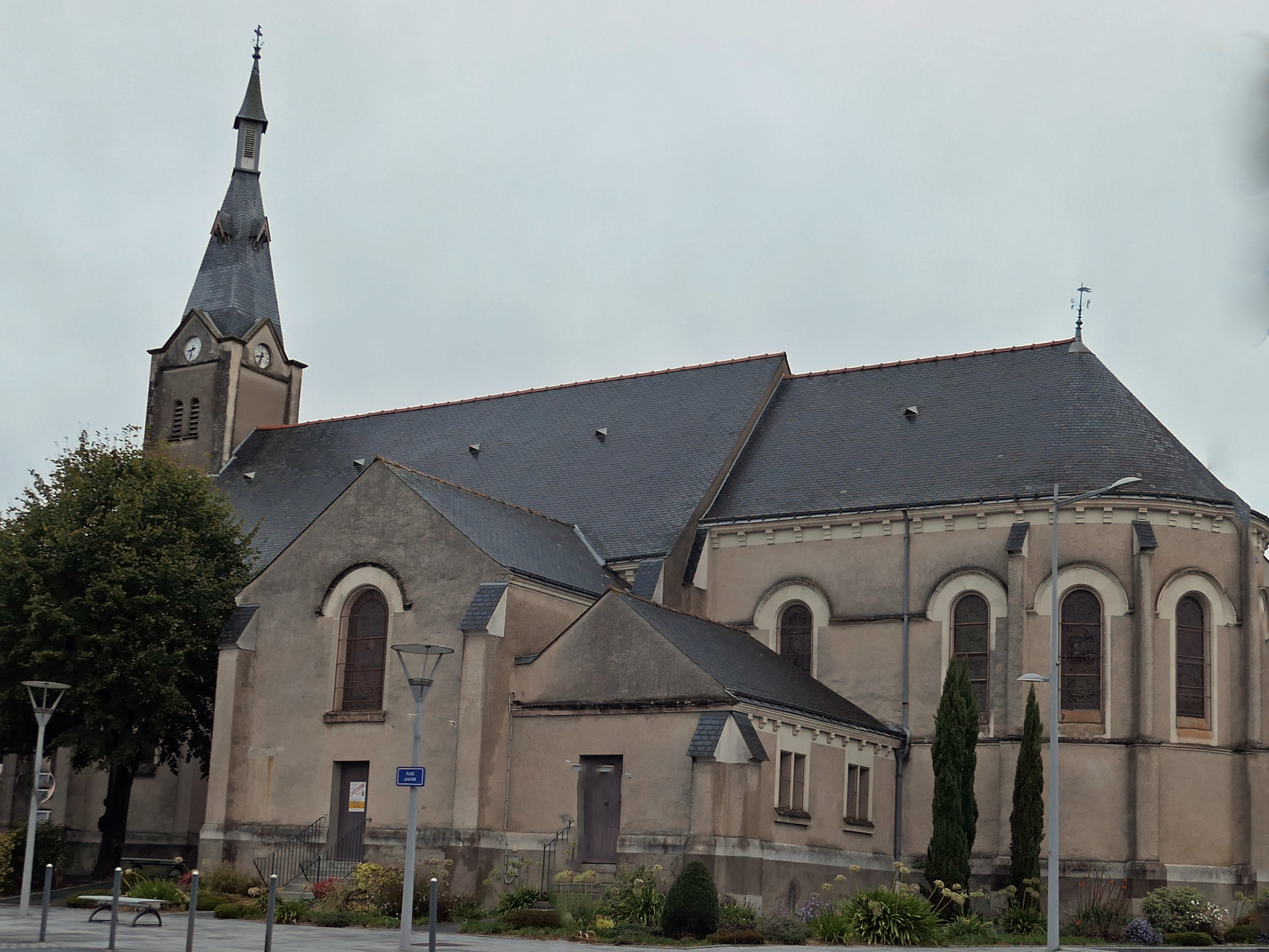
Церковь Святого Варфоломея